# مرتضی محمودی (نانوتکنولوژیست)
مرتضی محمودی نانوتکنولوژیست ایرانی و استادیار دانشگاه ایالتی میشیگان 
و فارغ‌التحصیل دورهٔ دکتری دانشگاه صنعتی شریف می باشد . محمودی موفق به کسب جایزهٔ جهانی USERN و جایزه جهانی ۱۰۰ هزار دلاری آینده روشن «Bright Futures» شده است.